# Gelotia syringopalpis
Gelotia syringopalpis är en spindelart som beskrevs av Fred R. Wanless 1984. Gelotia syringopalpis ingår i släktet Gelotia och familjen hoppspindlar. Inga underarter finns listade i Catalogue of Life.